# تورتل لیک (ویسکانسین)
تورتل لیک، ویسکانسین (به انگلیسی: Turtle Lake, Wisconsin) یک Village (Wisconsin) و روستا در ایالات متحده آمریکا است که در شهرستان بارون، ویسکانسین واقع شده‌است.

## خصوصیات
تورتل لیک ۷٫۸۰ کیلومترمربع مساحت و ۱٬۰۶۵ نفر جمعیت دارد و ۳۵۷ متر بالاتر از سطح دریا واقع شده‌است.